# Litery słoneczne i księżycowe
Litery słoneczne (arab. حروف شمسية hurūf šamsiyya) i litery księżycowe (arab. حروف قمرية  hurūf qamariyya) – określenia dwu grup, na które podzielony jest alfabet arabski ze względu na asymilację fonetyczną litery lām (ل) rodzajnika określonego al- (ال).

## Litery słoneczne
Literami słonecznymi (na rysunku poniżej czerwone) są spółgłoski asymilujące ل rodzajnika określonego. Są to: ﻥ. ﻝ. ﻅ. ﻁ. ﺽ. ﺹ. ﺵ. ﺱ. ﺯ. ﺭ. ﺫ. ﺩ. ﺙ. ﺕ.
Przykładem jest słowo słońce (الشمس) transkrybowane jako asz-szams (od którego też ze względu na ową asymilację pochodzi nazwa).

## Litery księżycowe
Literami księżycowymi (na rysunku poniżej czarne) są spółgłoski nieasymilujące ل rodzajnika określonego. Są to: ا. ﺏ. ﺝ. ﺡ. ﺥ. ﻉ. ﻍ. ﻑ. ﻕ. ﻙ. ﻡ. ﻩ. ﻭ. ﻱ.
Przykładem jest słowo księżyc (القمر) transkrybowane jako al-qamar lub zgodnie z uproszczoną transkrypcją polską al-kamar (od którego też ze względu na brak owej asymilacji pochodzi nazwa).

## Obie grupy
W obu grupach rodzajnik jest transliterowany jako „al“. Czyli al-šams i al-qamar. Należy jednak pamiętać, iż nie każdy zapis jest transliteracją i zgodnie z normami języka polskiego zapis nazw własnych często winien uwzględniać asymilację ل, co w praktyce oznacza zapis rodzajnika w jednej z jego form: ad-, an-, ar-, as-, asz-, at-, az-.

Podział na: litery słoneczne (czerwone) i księżycowe (czarne)